# Palácio de Buckingham
O Palácio de Buckingham é a residência oficial e principal local de trabalho do Monarca do Reino Unido em Londres. Localizado na Cidade de Westminster, o palácio é frequentemente o centro de ocasiões de estado e hospitalidade real. Ele já foi o foco do povo britânico em tempos de alegria nacional.
Originalmente conhecido como Casa Buckingham, o prédio que hoje forma o núcleo do palácio era uma grande casa de cidade construída em 1703 para John Sheffield, 1.º Duque de Buckingham e Normanby, em um local que era propriedade privada por pelo menos 150 anos. Foi subsequentemente comprado em 1761 pelo rei Jorge III como residência particular para a rainha Carlota de Mecklemburgo-Strelitz e ficou conhecido como "A Casa da Rainha". Buckingham foi ampliado durante o século XIX, principalmente pelos arquitetos John Nash e Edward Blore, que criaram três alas ao redor de um pátio central. O Palácio de Buckingham finalmente tornou-se a residência oficial do monarca britânico em 1837 com a ascensão da rainha Vitória. As últimas grandes adições estruturais foram realizadas ao final do século XIX e início do XX, incluindo a fachada leste, que contém a famosa varanda em que a família real tradicionalmente reune-se para saudar a multidão reunida no lado de fora. Contudo, a capela do palácio foi destruída por um bombardeio alemão durante a Segunda Guerra Mundial; a Queen's Gallery foi construída em seu lugar e aberta ao público em 1962 para exibir obras de arte da Royal Collection.
Os interiores originais do início do século XIX, muitos dos quais ainda sobrevivem, incluiam um amplo uso de cores brilhantes escaiola e lápis-lazúli e rosa, seguindo a sugestão de sir Charles Long. O rei Eduardo VII supervisionou uma redecoração parcial com uma paleta de cor creme e dourada. Muitas das pequenas salas de recepção são decoradas ao estilo chinês da regência com móveis e acessórios trazidos do Pavilhão Real em Brighton e da Casa Carlton. O jardim do Palácio de Buckingham é o maior jardim particular de Londres.

## História

### Local

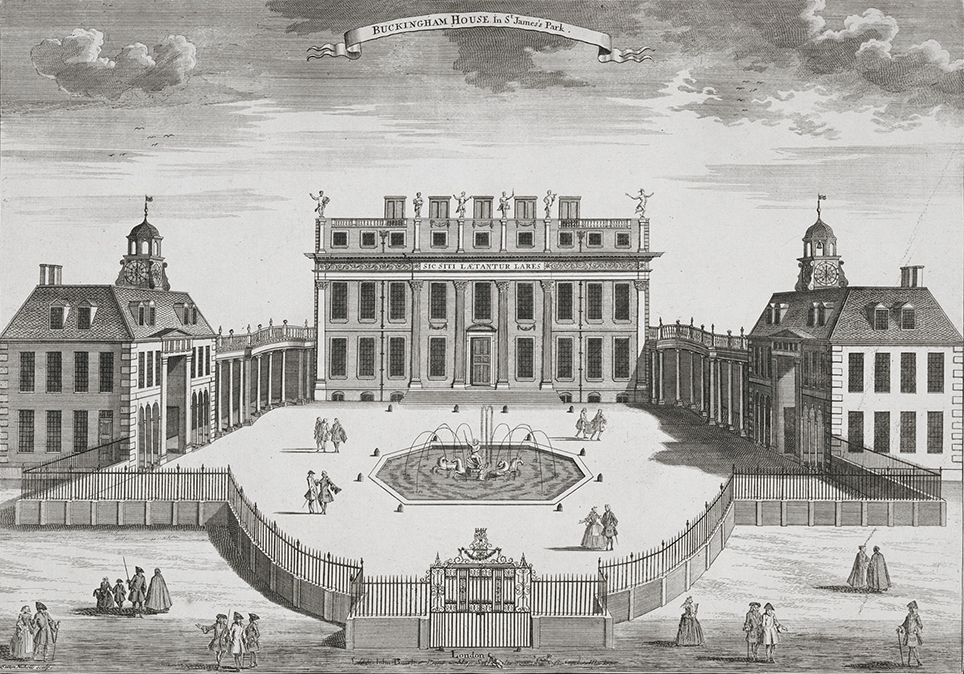
Casa Buckingham, c. 1710, foi projetada por William Winde para John Sheffield. Essa fachada evoluiu para a atual Grande Entrada no lado oeste do quadrangular

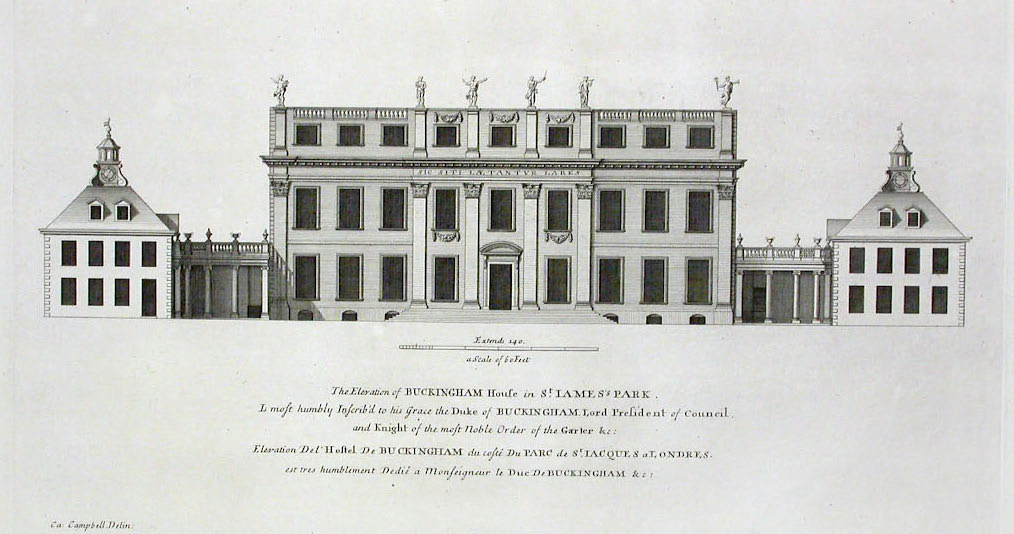
Buckingham House cerca de 1711-1714, num desenho do Vitruvius Britannicus, de Colen Campbell

O local do futuro palácio formava parte da Mansão de Ebury (ou Eia) na Idade Média. O terreno pantanoso era regado pelo córrego Tyburn, que ainda corre em baixo do pátio e da ala sul do palácio. Onde o córrego era vadeável (no Vau da Vaca), cresceu o vilarejo de Eye Cross. A propriedade do local passou por muitas mãos durante os anos; proprietários incluiram Eduardo, o Confessor e sua esposa Edite de Wessex nos tempos saxões, e Guilherme I após a conquista normanda. Guilherme deu o local para Godofredo de Mandeville, que o deixou à posteridade para os monges da Abadia de Westminster.
Henrique VIII comprou em 1531 o Hospital de St. James (posterior Palácio de St. James) do Eton College, tomando em 1536 a Mansão de Ebury da Abadia de Westminster. Essas transferências trouxeram o local do Palácio de Buckingham para as mãos reais pela primeira vez desde que Guilherme I havia passado à frente o terreno quinhentos anos antes.
Vários proprietários arrendaram o local dos monarcas e a propriedade absoluta foi objeto de especulação desenfreada durante o século XVI. Nessa época, o antigo vilarejo de Eye Cross já havia há muito caido em decadência, com a área sendo coberta em sua maior parte por um terreno baldio. O rei Jaime VI & I vendeu parte da propriedade absoluta da coroa já que estava precisando de dinheiro, porém manteve parte do local onde estabeleceu um jardim de amoras com dezesseis mil metros quadrados para a produção de seda (isso é no canto noroeste do palácio atual). Clement Walker referiu-se em seu Anarchia Anglicana de 1649 a "recém-erguidas sodomas do Jardim das Amoreiras de St. James"; isso sugere que talvez tenha sido um palácio de devassidão. Posteriormente, no final do século XVII, a propriedade absoluta foi herdada da propriedade do magnata sir Hugh Audley e sua herdeira Mary Davies.

### Primeiros edifícios no local
Possivelmente, a primeira casa erguida neste local foi a de um tal sir William Blake, cerca de 1624. O proprietário seguinte foi lorde George Goring, 1º Conde de Norwich, qua a partir de 1633 aumentou a casa de Blake e desenvolveu muito do actual jardim, então conhecido como "Grande Jardim Goring". De qualquer forma, lorde Goring não conseguiu obter propriedade permanente no jardim das amoreiras. Sem o conhecimento de Goring, em 1640, o documento "falhou na passagem do grande selo antes de Carlos I fugir de Londres, o qual era imprescinível para a execução legal". Foi esta omisão crítica que ajudou a família real britânica a recuperar a propriedade eterna, no reinado de Jorge III.
O imprevidente Goring negligenciou o pagamento das suas rendas; Henry Bennet, 1º Conde de Arlington obteve, então, a posse da mansão, agora conhecida como Goring House. Era Bennet quem ocupava o edifício em 1674, quando este foi consumido pelas chamas. No ano seguinte foi erguida no local a Arlington House — a ala Sul do actual palácio — e a sua propriedade eterna foi comprada em 1702.
O edifício que forma o coração arquitectónico do actual palácio foi construído por John Sheffield, 1º Duque de Buckingham e Normanby, em 1703, segundo o desenho de William Winde. O estilo escolhido foi o de um grande bloco central com três pisos, flanqueado por duas alas de serviço menores.
A Buckingham House foi vendida mais pelo descendente de Buckingham, sir Charles Sheffield, em 1762 ao rei Jorge III, por 21 000 libras estrelinas. Tal como o seu avô Jorge II, Jorge III recusou vender os interesses no jardim das amoreiras, e por esse motivo Sheffield foi incapaz de comprar a totalidade da propriedade permanente do local. A casa foi pensada inicialmente como um retiro privado para a família real, e em particular para a rainha Carlota, pelo que era conhecida como a Casa da Rainha. O Palácio de St. James permaneceu a residência oficial e cerimonial da realeza; na realidade, a tradição continua até ao presente, com os embaixadores estrangeiros a serem formalmente acreditados na "Corte de St. James", apesar de ser no Palácio de Buckingham que apresentam as suas credenciais e equipa à rainha, depois da sua nomeação.

### Era vitoriana

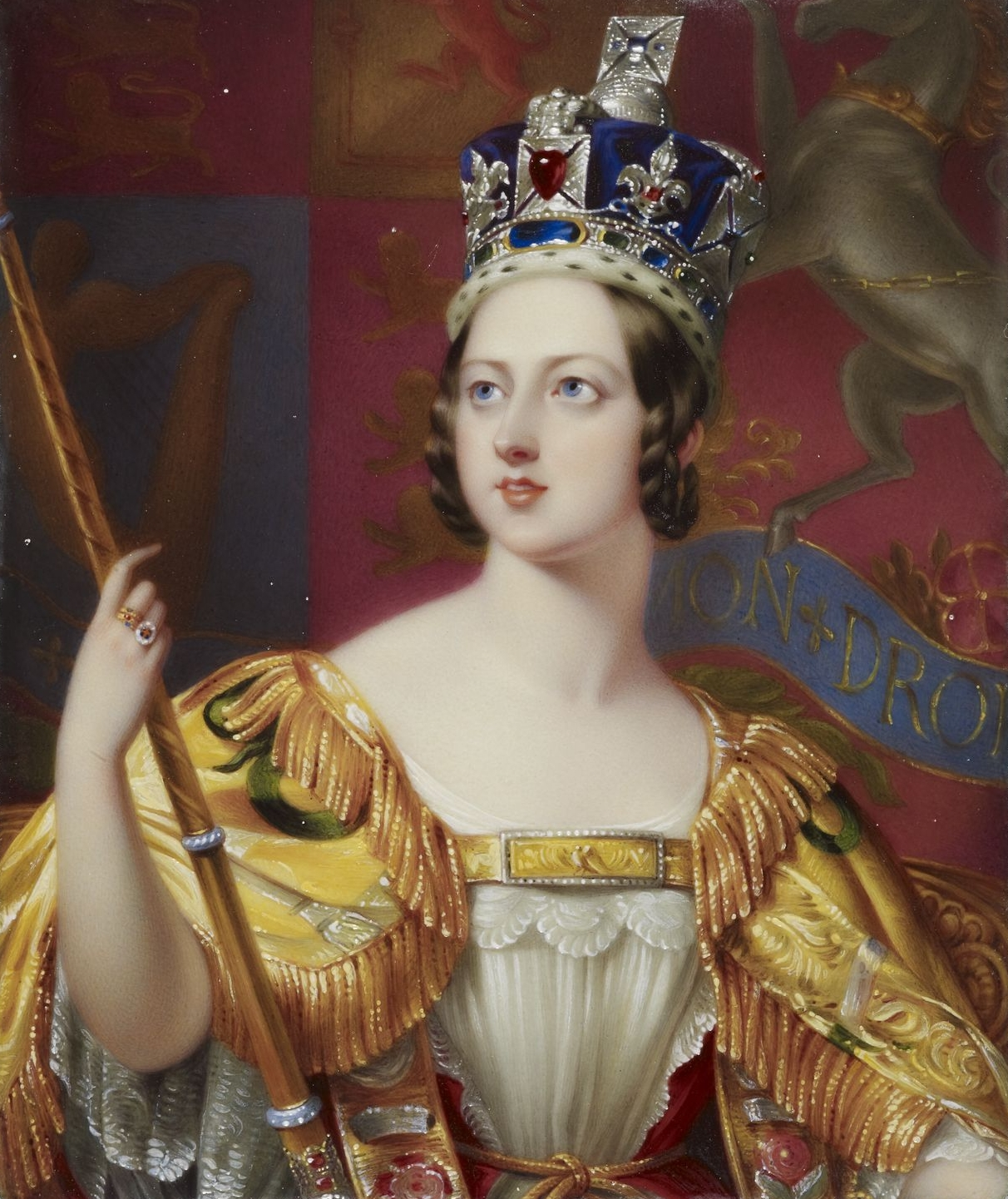
Rainha Vitória, a primeira monarca a residir no Palácio de Buckingham, mudou-se para o palácio completamente renovado após a sua subida ao trono, em 1837.

O Palácio de Buckingham tornou-se, finalmente, na principal residência real, em 1837, aquando da subida ao trono da rainha Vitória. Enquanto os Apartamentos de Estado eram um tumulto de dourados e cor, as funções necessárias no novo palácio, eram algo menos luxuosas. Em primeiro lugar, foi relatado que as chaminés fumegavam tanto que teve que se prescindir dos fogos, e consequentemente a corte tiritava numa magnificência gelada. A ventilação era tão má que o interior fedia, e quando foi tomada a decisão de instalar lâmpadas de gás, houve uma séria preocupação com a acomulação de gás nos pisos mais baixos. Também foi dito que a criadagem era relaxada e preguiçosa, e que o palácio era imundo. Depois do casamento da rainha, em 1840, o seu marido, o príncipe Alberto, encarregou-se, ele próprio, com a reorganização das oficinas domésticas e da criadagem, além das falhas no desenho do edificio. Os problemas foram rectificados e os construtores deixaram, finalmente o palácio em 1850.
Em 1847, o casal achou o palácio demasiadamente pequeno para a vida da corte e da sua família que crescia, e consequentemente foi construída a nova ala, desenhada por Edward Blore, a qual encerrou o quadrângulo central. Esta grande ala Este, com fachada para o Mall, é actualmente a "face pública" do Palácio de Buckingham e contém o famoso balcão, de onde a família real acena à multidão em ocasiões especiais e anualmente, depois das cerimónias militares conhecidas como "Trooping the Colour" (algo como "agrupar a cor"). A ala do Salão de Baile e um conjunto de salas de estado foram construídos neste período, desenhados por um discípulo de Nash, sir James Pennethorne.

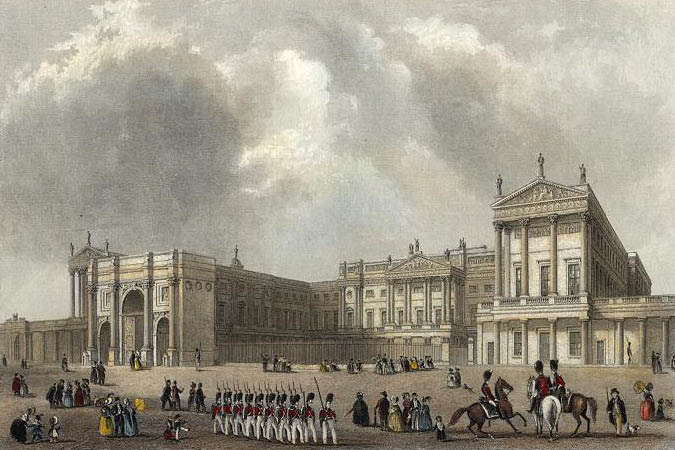
O Palácio de Buckingham cerca de 1837, com a descrição do Arco de Mármore, o qual servia como entrada cerimonial para o recinto do palácio. Foi removido para dar lugar à ala Este, construída em 1847, a qual encerrou o quadrângulo

Antes do falecimento do príncipe Alberto, a rainha Vitória era conhecida publicamente por gostar de música e de dança, tendo os grandes compositores contemporâneos feito exibições no Palácio de Buckingham. Sabe-se que Felix Mendelssohn actuou ali em três ocasiões. Johann Strauss II e a sua orquestra também tocaram no palácio quando estiveram em Inglaterra. A Alice Polka, de Strauss, teve a sua primeira apresentação no palácio, em 1849, em honra da filha da rainha, a princesa Alice. Na época da rainha Vitória, o Palácio de Buckingham foi frequentemente cenário de opulentos bailes de fantasia, além das cerimónias reais rotineiras, investiduras e apresentações.
Quando enviuvou, em 1861, a triste rainha retirou-se da vida pública e deixou o Palácio de Buckingham para viver no Castelo de Windsor, no Castelo de Balmoral e na Osborne House. Durante muitos anos, o palácio foi usado raramente, e mesmo negligenciado. Mais tarde, a opinião pública forçou-a a regressar a Londres, apesar de a monarca preferir viver em qualquer outro lugar sempre que possível. As funções da corte foram mantidas no Castelo de Windsor, em vez do Palácio de Buckingham, presididas pela sombria rainha, habitualmente vestida com o preto da manhã, enquanto que o Palácio de Buckingham se mantinha fechado durante a maior parte do ano.

### Século XX

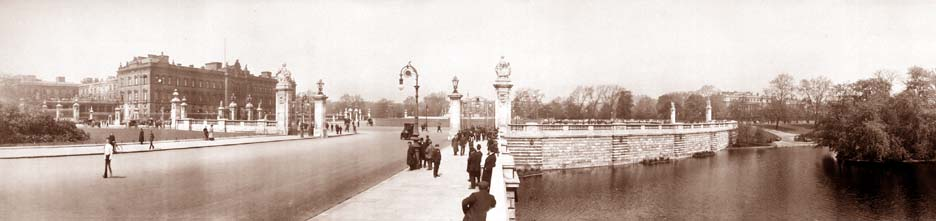
O Palácio de Buckingham numa fotografia panorâmica de 1909

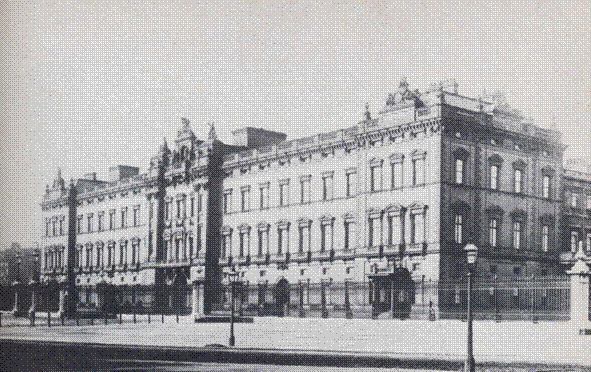
A fachada Este do Palácio de Buckingham, concluída em 1850, numa fotografia de 1910. Viria a ser remodelada, adoptando a forma actual, em 1913

Em 1901, a subida ao trono de Eduardo VII trouxe um novo sopro de vida ao palácio. O novo rei e a sua esposa, a rainha Alexandra estiveram sempre na primeira linha da alta sociedade londrina, e os seus amigos, conhecidos como "o Grupo da Marlborough House", foram considerados os mais eminentes e elegantes da época. O Palácio de Buckingham — o Salão de Baile, Grande Entrada, Hall de Mármore, Grande Escadaria, vestíbulos e galerias, redecorados ao estilo Belle Epoque, com o esquema de cores em creme e dourado, que mantém actualmente — tornou-se uma vez mais no ponto fulcral de todo o Império Britânico, e um cenário para o entretenimento numa escala majestosa. Muitas pessoas sentem que a pesada decoração do rei Eduardo VII não complementa o trabalho original de Nash. De qualquer forma, foi permitido que permanecessem até aos dias de hoje.
As últimas obras de construção importantes ocorreram durante o reinado de Jorge V quando, em 1913, sir Aston Webb redesenhou a fachada Este de, desenhada por Blore em 1850, para se assemelhar em parte com o Lyme Park, em Cheshire, de Giacomo Leoni. Esta renovada fachada principal em pedra de Portland, foi desenhada para ser o pano de fundo do Memorial a Vitória, uma grande estátua em memória da rainha Vitória, situada no exterior dos portões principais. Jorge V, que sucedeu a Eduardo VII, em 1910, tinha uma personalidade mais sóbria que o seu pai. No seu reinado, foi dado maior ênfase ao entretenimento oficial e aos deveres reais do que às festas opulentas. A esposa de Jorge V, a rainha Maria era uma entendida em artes, e teve um grande interesse pela colecção real de mobiliário e arte, através do restauro de peças antigas e da aquisição de novas peças. A rainha também instalou vários utensílios e acessórios, tal como um par de chaminés de mármore em estilo império, desenhadas por Benjamin Vulliamy, datadas de 1810, as quais foram colocadas na Sala de Saudações do piso térreo, a gigantesca sala baixa no centro da fachada do jardim. A rainha Maria também foi responsável pela decoração da Sala-de-Estar Azul. Esta sala, com 69 pés (21 m.) de comprimento, previamente conhecida como Sala-de-Estar do Sul, tinha um dos mais refinados tectos de Nash, ornamentada com caixotões com enormes consolas douradas. Este tecto é referido pelo autor e historiador Olwen Hedley, no seu livro Buckingham Palace, como o mais bonito do palácio, mais grandioso e opulento que o da Sala do Trono ou do Salão de Baile, o qual foi construído para receber as funções originais da Sala-de-Estar Azul.

#### Primeira Guerra Mundial
Durante a Primeira Guerra Mundial, o Palácio, então residência do rei  Jorge V e da rainha Maria, escapou ileso. Os seus conteúdos mais valiosos foram evacuados para o Castelo de Windsor, mas a família real permaneceu in situ.
As maiores alterações para a vida na corte, nessa época, tiveram a ver com o facto de o governo ter persuadido o rei a, ostensiva e publicamente, fechar os porões dos vinhos e a refrear o consumo de álcool durante a guerra, como bom exemplo para as supostamente inebriadas classes populares. No entanto, as classes baixas continuaram a beber e, ao que dizem, o rei ficou furioso com a sua abstinência forçada. Os filhos do rei foram fotografados, nessa época, servindo chá aos oficiais feridos, no adjacente "Royal Mews".

#### Segunda Guerra Mundial

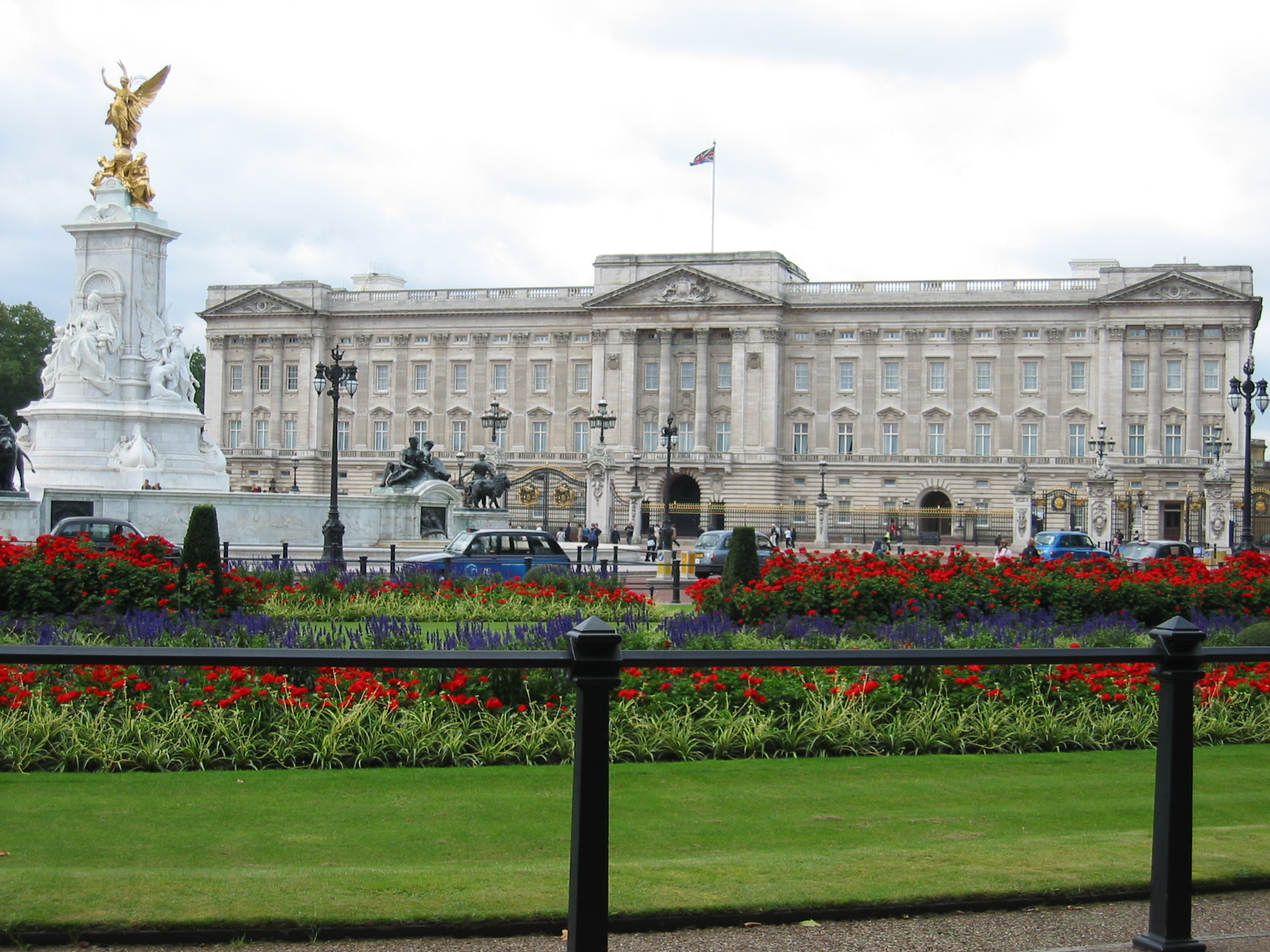
Palácio de Buckingham, fachada sobre o Mall, 2004

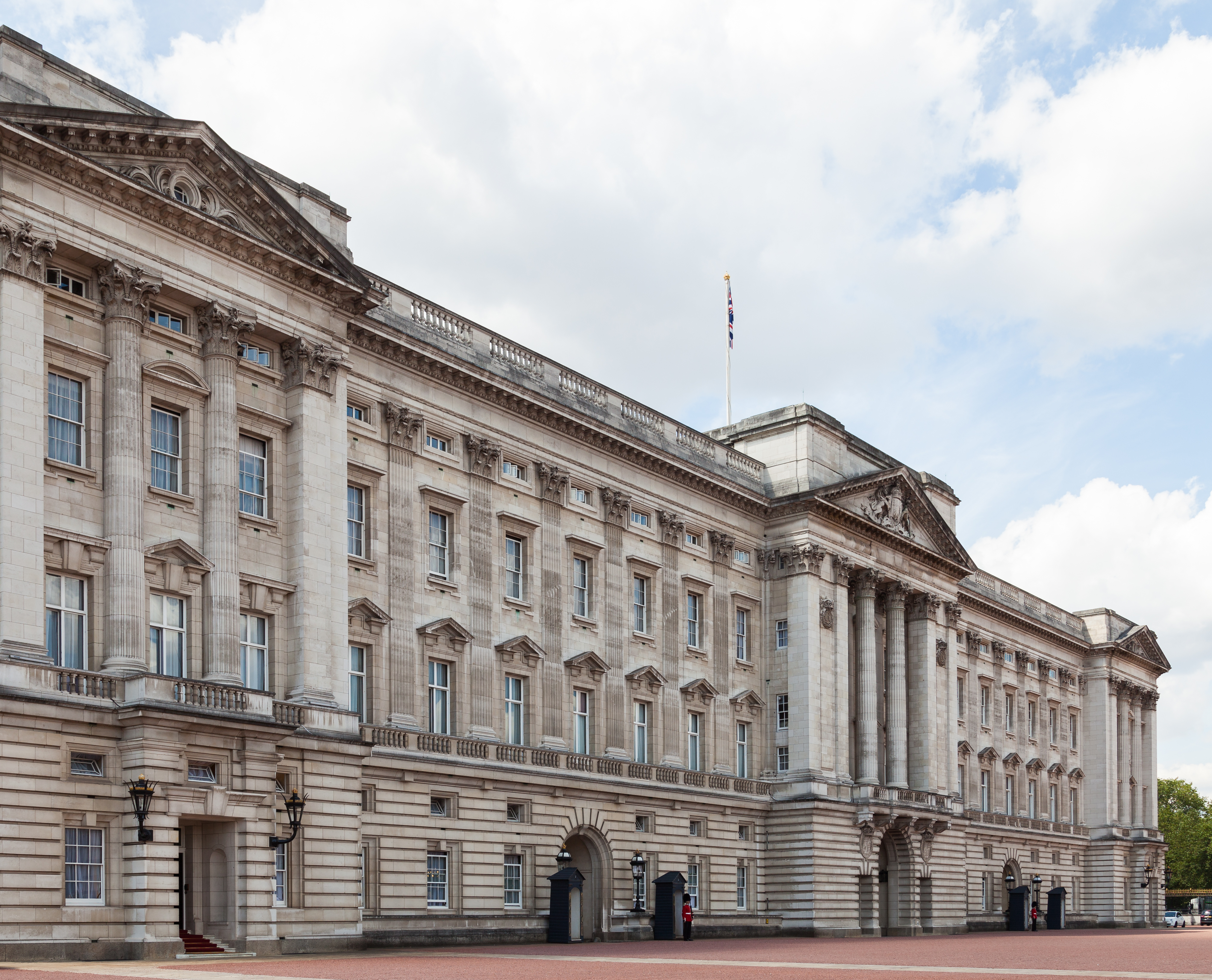
Palácio de Buckingham

Durante a Segunda Guerra Mundial, o palácio experimentou pior sorte que no conflito anterior: Foi bombardeado por sete vezes, e era um alvo deliberado, uma vez que os nazis alemães acreditavam que a destruição do Palácio de Buckingham poderia desmoralizar a nação. O mais sério e publicitado bombardeamento foi aquele que destruiu a capela em 1940: a cobertura deste evento foi exibida nos cinemas de toda a Inglaterra, para mostrar o sofrimento comum aos ricos e aos pobres. Uma bomba caiu no quadrângulo do palácio enquanto o rei Jorge VI e a rainha-mãe Isabel estavam na residência. Muitas das janelas estouraram e a capela ficou destruida.. A cobertura de tais incidentes, em tempos de guerra, era severamente restringida, no entanto, o rei e a rainha foram filmados enquanto inspeccionavam a sua residência bombardeada. A sorridente rainha, como sempre imaculadamente vestida, com chapéu e casaco a condizer, mostrou-se aparentemente indiferente aos danos que a rodeavam. Foi neste momento que a rainha proferiu a famosa frase: "Estou feliz por termos sido bombardeados. Agora posso olhar para o East End na face". A família real foi vista a partilhar as suas misérias, como o "The Sunday Graphic"   registou:
Pelo editor: O rei e a rainha sofreram a provação que veio até às suas pessoas. Pela segunda vez, um bombardeiro alemão tentou trazer a morte e a destruição à Casa de Suas Majestades (…) Quando esta guerra ultrapassa o perigo comum, que o rei Jorge e a rainha [consorte] Isabel compartilharam com a sua gente, será uma memória estimada e uma inspiração ao longo dos anos.
No dia 15 de setembro de 1940, um piloto de RAF, Ray Holmes, golpeou um avião alemão que tentava bombardear o palácio.. Holmes, ao ficar sem munição, fez a escolha rápida de chocar com o inimigo. Ambos os aviões caíram, tendo os seus pilotos sobrevivido. Este incidente foi filmado. O motor do avião foi, mais tarde, exposto no Museu Imperial da Guerra, em Londres. Depois da guerra o piloto britânico foi nomeado "Mensageiro do Rei". Morreu aos 90 anos de idade, em 2005.
No Dia da Vitória na Europa, em 8 de maio de 1945, o palácio foi o centro das celebrações britânicas, com o rei, a rainha, a princesa Isabel (futura Isabel II) e a princesa Margarida a aparecerem no balcão, com as escurecidas janelas do palácio atrás deles, brindando com uma vasta multidão apinhada na alameda.

### Século XXI
O Palácio de Buckingham é um dos principais símbolos britânicos. Este palácio, além de ser a residência da monarquia britânica, é também uma galeria de arte e uma atracção turística. Por trás das grades douradas e dos portões, que foram feitos pela Corporação de Bromsgrove, e da famosa fachada de Webb, a qual foi descrita como "a ideia que todas as pessoas têm de um palácio", o numeroso pessoal empregado pela Casa Real mantém a  monarquia constitucional britânica em funcionamento.
Todos os anos, cerca de 50 000 hóspedes convidados são entretidos em Festas de Jardim, recepções, audiências e banquetes. As Festas de Jardim, habitualmente três, realizam-se no verão, normalmente em julho. O átrio do Palácio de Buckingham é usado para o "Render da Guarda" (também conhecido como "Troca da Guarda"), uma importante cerimónia que é usada como atracção turística (diariamente durante os meses de Verão; em dias alternados durante o inverno).

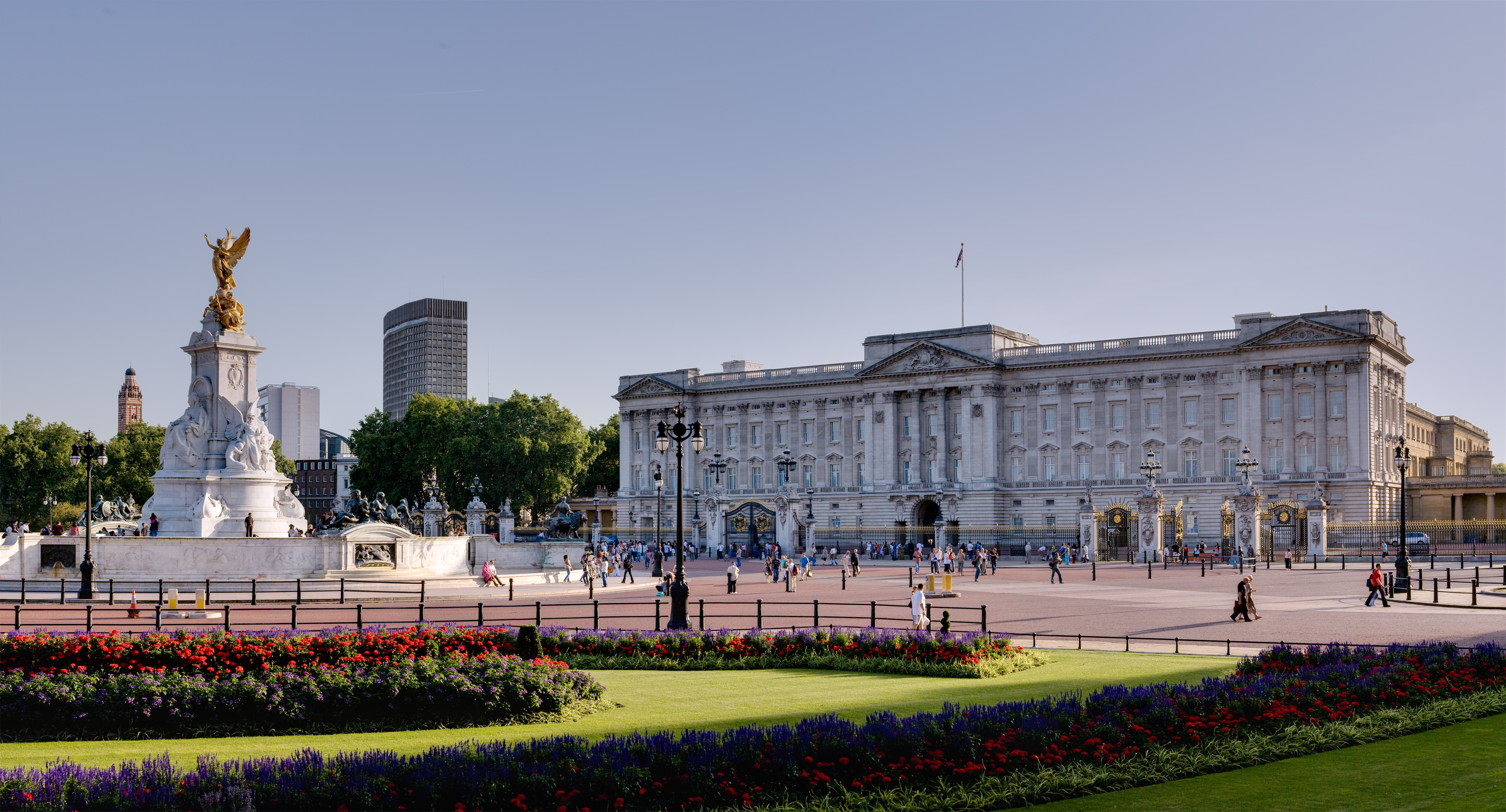
O Palácio de Buckingham e o Memorial a Vitória

O Palácio de Buckingham não é propriedade privada do monarca; tanto o Castelo de Windsor como o Palácio de Buckingham e as suas colecções de arte pertencem à nação. O mobiliário, pinturas, equipamentos e outros artefactos de ambos os palácios, muitos deles feitos por Fabergé, são conhecidos colectivamente como a Royal Collection; sendo propriedade da nação, podem ser admirados pelo público. A Galeria da Rainha, próximo dos Royal Mews, está aberta ao público durante todo o ano e expõe uma selecção de elementos da colecção que vai sendo alterada. As salas que contêm a Galeria da Rainha encontram-se no local da antiga capela, danificada num dos sete bombardeamentos que atingiram o palácio no decorrer da Segunda Guerra Mundial. As Salas de Estado do Palácio estão abertas ao público durante os meses de agosto e setembro, desde 1993. O dinheiro cobrado em taxas de entrada foi, originalmente, usado na reedificação do Castelo de Windsor, seriamente danificado num incêndio ocorrido em 1992, o qual destruiu muitas das suas Salas de Estado.

## Residência do monarca

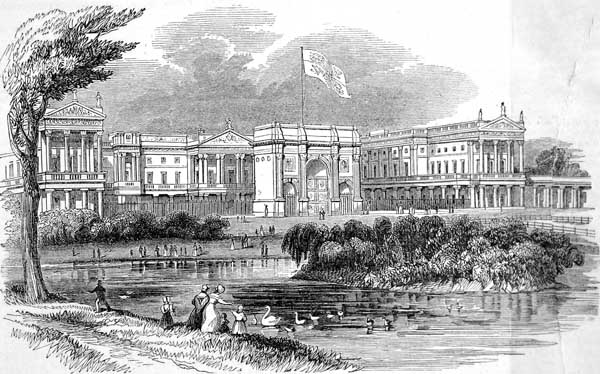
O Palácio de Buckingham em 1842, antes da construção do edifício desenhado por Edward Blore

O Palácio também aloja os gabinetes da Casa Real e é o local de trabalho de 450 pessoas.
Em 1999, foi declarado que o palácio continha 19 Salas de Estado, 52 quartos de dormir principais, 188 quartos para o pessoal, 92 gabinetes e 78 casas de banho. Embora estes números possam parecer impressionantes, o Palácio de Buckingham é pequeno quando comparado com os palácios Peterhof (São Petersburgo) e os palácios de Alexandre e Catarina (Tsarskoe Selo), com o Palácio Apostólico, no Vaticano, com o Palácio Real de Madrid ou mesmo com  o antigo Palácio de Whitehall, e muito pequeno em comparação com a Cidade Proibida e com o Palácio de Potala. A relativa pequenez do palácio pode ser melhor apreciada de dentro, olhando para o quadrângulo interior. Em 1938, foi feita uma ampliação menor, com o pavilhão Noroeste, projectado por Nash, a ser convertido numa piscina.

### Cerimónias da corte

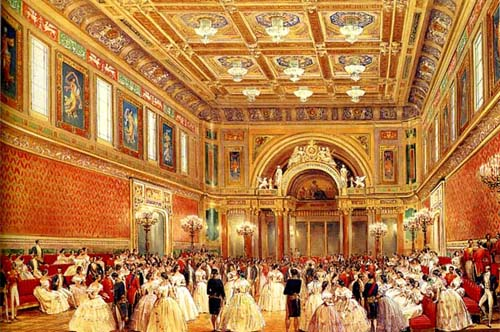
Sala de Baile de Estado, numa pintura datada de 1856. O polícromo esquema de cores tem vindo a ser substituído por uma decoração essencialmente branca com detalhes a ouro e estofos encarnados

Durante o reinado de Isabel II, a cerimónia da corte sofreu uma modificação radical, com a entrada no palácio a deixar de ser prerrogativa exclusiva da classe superior.
Houve um relaxamento progressivo no código do vestuário formal da corte. Em reinados anteriores, os homens que não vestiam uniforme militar usavam um calção pelo joelho, segundo um desenho do século XVIII. O vestido da tarde de mulher incluía obrigatoriamente longas costuras nas capas e tiaras e/ou penas no cabelo. Depois da Primeira Guerra Mundial, quando a rainha Maria desejou seguir a moda levantando as suas saias algumas polegadas acima da terra, solicitou uma dama de companhia que encurtasse as suas próprias saias para avaliar a reação do rei. O rei Jorge V ficou horrorizado e, por isso, a barra da saia da rainha Maria permaneceu ultrapassadamente baixa. Posteriormente, Jorge VI e a rainha-consorte Isabel permitiram que as saias diurnas ficassem mais curtas.
Actualmente não há qualquer código de vestido oficial. A maior parte dos homens convidados para comparecerem no Palácio de Buckingham durante o dia decidem usar uniforme de serviço ou casacos de manhã, e ao anoitecer, dependendo da formalidade da ocasião, optam pelo smoking ou pelo white tie. Se a ocasião for de white tie, as mulheres devem usar, então, uma tiara, se a possuírem.
Uma das primeiras grandes modificações ocorreu em 1958, quando a rainha aboliu as festas de apresentação de debutantes. Essas apresentações na corte, de meninas da aristocracia ao monarca, realizavam-se na Sala do Trono. As debutantes usavam um vestido de corte completo, com três altas penas de avestruz no seu cabelo. Entraram, faziam reverência, executavam uma coreografada marcha para trás, e uma nova mesura, enquanto manobravam o vestido do comprimento prescrito. A cerimónia correspondia às Salas-de-Estar da corte de reinados anteriores, e a rainha Isabel II substituiu as apresentações por grandes e frequentes festas de jardim, para um corte transversal da sociedade britânica. A falecida princesa Margarida ficou com a reputação de ter comentado acerca das apresentações de debutantes: "tivemos que pôr-lhe um fim, todas as prostitutas de Londres lá entravam". Actualmente, a Sala do Trono é usada para a recepção de discursos formais, tais como aqueles que foram feitos à rainha por ocasião dos seus jubileus. É no estrado do trono que os retratos dos casamentos reais e as fotografias de família são tirados.
As investiduras, as quais conferem fidalguia através de um duplo toque com uma espada, e a atribuição de outros prémios realizam-se no Salão de Baile Vitoriano do palácio, construído em 1854. Esta sala, com os seus 123 pés de comprimento (37 m.) por 60 pés de largura (20 m.), é a maior do palácio. Substituiu a Sala do Trono, tranto na importância como no uso. Durante as investiduras, a rainha fica no estrado de trono, por baixo de um gigantesco pálio aveludado, cupulado, conhecido como "shamiana" ou baldaquino, usado na coroação no Delhi Durbar (Corte de Deli), em 1911. Uma banda militar toca na galeria dos músicos, enquanto os agraciados com os prémios se aproximam da rainha e recebem as suas honras, observados pelas suas famílias e amigos.

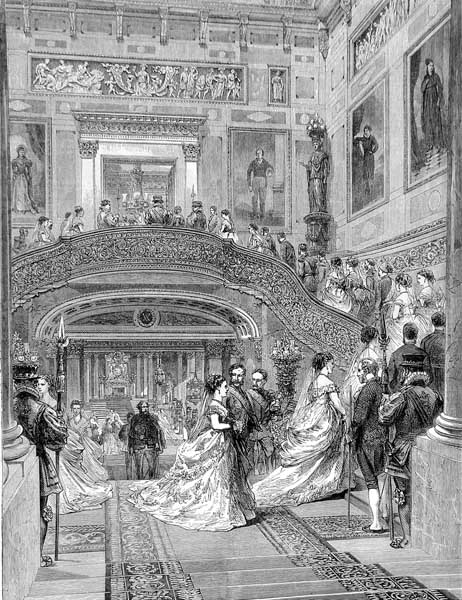
Desenho de 1870 mostrando convidados a subir a Grande Escadaria

Os banquetes de Estado também se realizam no Salão de Baile. Esses jantares formais têm lugar na primeira tarde de cada visita de estado realizada pelos chefes de Estado estrangeiros. Nessas ocasiões, muitas vezes mais de 150 hóspedes, os homens em white tie e condecorações, e as mulheres com tiaras, jantam em pratos de ouro. A maior e mais formal recepção que tem lugar  no Palácio de Buckingham realiza-se em cada mês de novembro, quando a rainha recebe os membros dos corpos diplomáticos estrangeiros residentes em Londres. Nesta ocasião, todas as Salas de Estado estão em uso, como a família real a caminhar por elas, começando o seu cortejo pelas grandes portas a Norte da Galeria dos Quadros. Tal como Nash tinha previsto, todas as grandes portas duplas espelhadas permanecem abertas, reflectindo os numerosos lustres de cristal e candeeiros, causando uma deliberada ilusão de óptica de espaço e luz.
As cerimónias menores, como a recepção de novos embaixadores, realizam-se na Sala de 1844. Aqui, a rainha também oferece pequenas festas com almoço, e reúne frequentemente o Conselho Privado do Reino Unido. As festas com almoço de maiores dimensões realizam-se muitas vezes na Sala de Música, encurvada e com cúpula, ou na Sala-de-Jantar de Estado. Em todas as ocasiões formais, as cerimónias são observadas pela Guarda Real, envergando os seus uniformes históricos, e por outros oficiais da corte, como o Lord Chamberlain ("Lorde Camareiro").
Desde o bombardeamento da capela do palácio, na Segunda Guerra Mundial, os baptizados reais realizam-se, por vezes, na Sala de Música. Os três filhos mais velhos de Isabel II foram batizados nessa sala, numa especial fonte baptismal dourada. O príncipe Guilherme de Gales foi baptizado na mesma sala do seu pai e tios; contudo, o seu irmão, Henrique de Gales, foi baptizado na Capela de São Jorge, do Castelo de Windsor.
As maiores festividades do ano são as Festas de Jardim da Rainha, as quais contam com um número de convidados que pode ir até aos 8 000, os quais tomam chá e comem sanduíches em grandes tendas erguidas no Jardim do Palácio de Buckingham. Quando uma banda militar começa a tocar o hino nacional, God Save the Queen, a rainha emerge da Sala do Arco e, lentamente, caminha por entre os hóspedes em direcção à sua tenda de chá privada, cumprimentando os previamente selecionados para a honra. Os convidados que não têm, de facto, oportunidade de ver a rainha, têm, pelo menos, a consolação de poder admirar o Jardim do Palácio de Buckingham.

### Interior

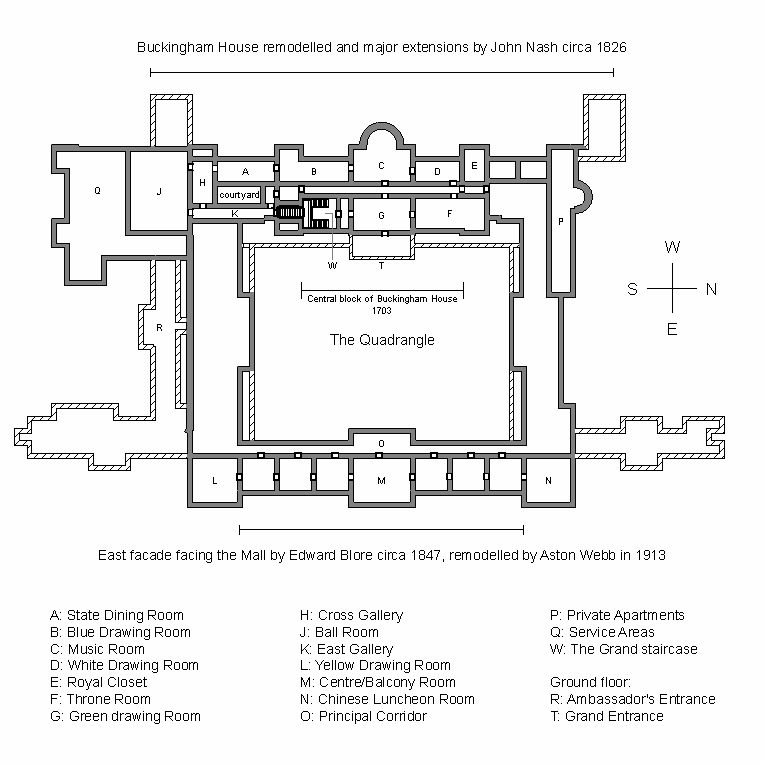
Piano Nobile (andar nobre) do Palácio de Buckingham. A: Sala de Jantar de Estado; B: Sala-de-Estar Azul; C:Sala de Música; D:Sala-de-Estar Branca; E:Closet (pequeno quarto) Real; F:Sala do Trono; G:Sala-de-Estar Verde; H:Galeria Cruzada; J:Sala de Baile; K:Galeria Este; L:Sala-de-Estar Amarela; M:Centro/Sala do Balcão; N:Sala de Almoço Chinesa; O:Corredor Principal; P:Apartamentos Privados; Q:Áreas de Serviço; W:A Grande Escadaria. Piso Térreo: R:Entrada dos Embaixadores; T: Grande Entrada. As áreas definidas com paredes sombreadas representam alas baixas de menor importância. Nota: Esta planta não está à escala, servindo apenas para referência. As proporções de algumas salas podem diferir significativamente da realidade

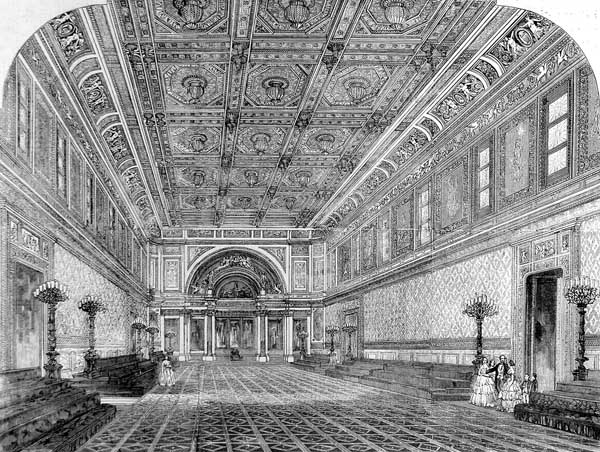
A Sala de Baile de Estado é o maior salão do Palácio de Buckingham. Foi adicionada pela rainha Vitória e é usada para investiduras e banquetes de Estado

A área ocupada pelo palácio contém 77 000 metros quadrados (828 818 pés quadrados). As principais salas do palácio estão contidas no "piano nobile", por trás da fachada Oeste do jardim, nas traseiras do edifício. O centro deste ornado conjunto de Salas de Estado é a Sala de Música, sendo o seu grande arco a característica dominante da fachada. Flanqueando a Sala de Música estão as Salas-de-Estar Azul e Branca. No centro do conjunto, servindo de corredor de ligação entre as várias salas de estado, fica a Galeria dos Quadros, a qual é iluminada a partir do topo e possui 55 jardas (50 m.) de comprimento. A galeria está relacionada com trabalhos de Rembrandt, van Dyck, Rubens, e Vermeer. Outras salas que conduzem à Galeria dos Quadros são a Sala do Trono e a Sala-de-Estar Verde. A Sala-de-Estar Verde é usada como uma enorme antecâmara da Sala do Trono e faz parte da via cerimonial que vai desde a Sala da Guarda, no topo da Grande Escadaria, até ao trono. A Sala da Guarda contém uma estátua, em mármore branco, do príncipe Alberto em traje romano, colocado numa tribuna, alinhada com tapeçarias. Essas salas muito formais são usadas, unicamente, em ocasiões cerimoniais e de interesse oficial.
Imediatamente abaixo dos Apartamentos de Estado fica um conjunto de salas ligeiramente menores, conhecidas como os apartamentos semi-estatais. Abrindo-se a partir da galeria de mármore, essas salas são usadas para recepções menos formais, como festas de almoço e audiências privadas. Algumas das salas foram nomeadas e decoradas para determinados visitantes, tal como a "Sala de 1844", que foi decorada naquele ano para a visita de estado do czar Nicolau I da Rússia. No centro deste conjunto fica a Sala do Arco, pela qual passam anualmente milhares de convidados para as Festas de Jardim da rainha, realizadas nos jardins depois dela. A rainha usa privadamente um conjunto mais pequeno de salas na ala Norte.
Entre 1847 e 1850, quando Blore construía a nova ala este, o Royal Pavilion, em Brighton, foi uma vez mais espoliado do seu mobiliário. Como resultado disso, muitas das salas na nova ala têm uma atmosfera nitidamente oriental. A Sala de Almoço Chinesa, encarnada e azul, é composta por partes das salas de banquetes e de música do Royal Pavilion, mas tem uma chaminé, também vinda de Brighton, com um desenho mais indiano do que chinês. A Sala-de-Estar Amarela tem um papel de parede do século XVIII, que foi fornecido, em 1817, para o Salão de Brightom. A chaminé desta sala é uma visão europeia do que seria um equivalente chinês, completada com mandarins a acenar com a cabeça, colocados em nichos, e  espantosos dragões chineses alados .
No centro da ala Este fica o famoso balcão, com a Sala de Centro por trás das suas portas de vidro. Este salão possui um estilo chinês, realçado pela rainha Maria que, trabalhando com o desenho de sir Charles Allom, criou um "obrigatório" tema chinês, que duraria até ao final da década de 1920, embora as portas lacadas tivessem sido trazidas de Brighton em 1873. Estendida ao longo de todo o comprimento do "piano nobile" da ala Este fica a grande galeria, modestamente conhecida como o Corredor Principal, o qual cobre o comprimento do lado oriental do quadrângulo. Este tem portas e paredes espelhadas que reflectem pagodes  de porcelana e outro mobiliário oriental de Brightom. A Sala de Almoço Chinesa e a Sala-de-Estar Amarela estão situadas em cada extremo desta galeria, com a Sala de Centro colocada, obviamente, ao centro.
Actualmente, os chefes de Estado em visita, quando ficam no palácio, ocupam um conjunto de salas conhecido como a "suíte belga", a qual fica no piso térreo da fachada Norte, voltada para o jardim. Essas salas, com corredores realçados por cúpulas baixas, foram inicialmente decoradas para o tio do príncipe Alberto, Leopoldo I da Bélgica, o primeiro rei dos belgas. O rei Eduardo VIII viveu nessas salas durante o seu curto reinado.

### O jardim, as cavalariças reais e a alameda

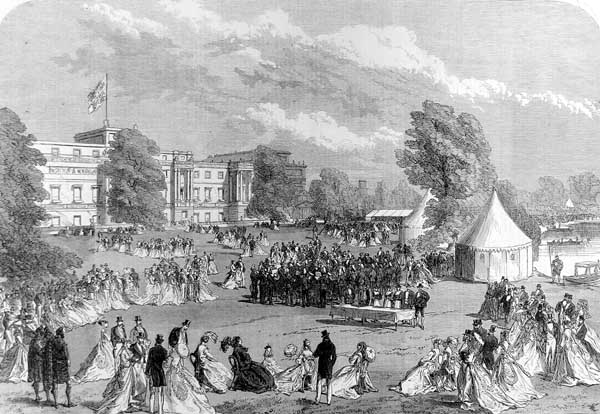
Uma festa de jardim no Palácio de Buckingham, em 1868

Por trás do Palácio, fica o jardim do Palácio de Buckingham, vasto e semelhante a um parque. A fachada do palácio voltada para o jardim foi desenhada por Nash, e é feita em pedra de Bath, com tons de ouro pálido. O jardim, que inclui um lago, é o maior jardim privado de Londres.
É neste jardim que a rainha apresenta as suas festas de jardim, anualmente no verão, mas desde junho de 2002 que a soberana tem convidado o público para o jardim em numerosas ocasiões. O Jubileu de Ouro da rainha, em 2002, e o seu 80º aniversário, em 2006, foram assinalados com festas espectaculares.

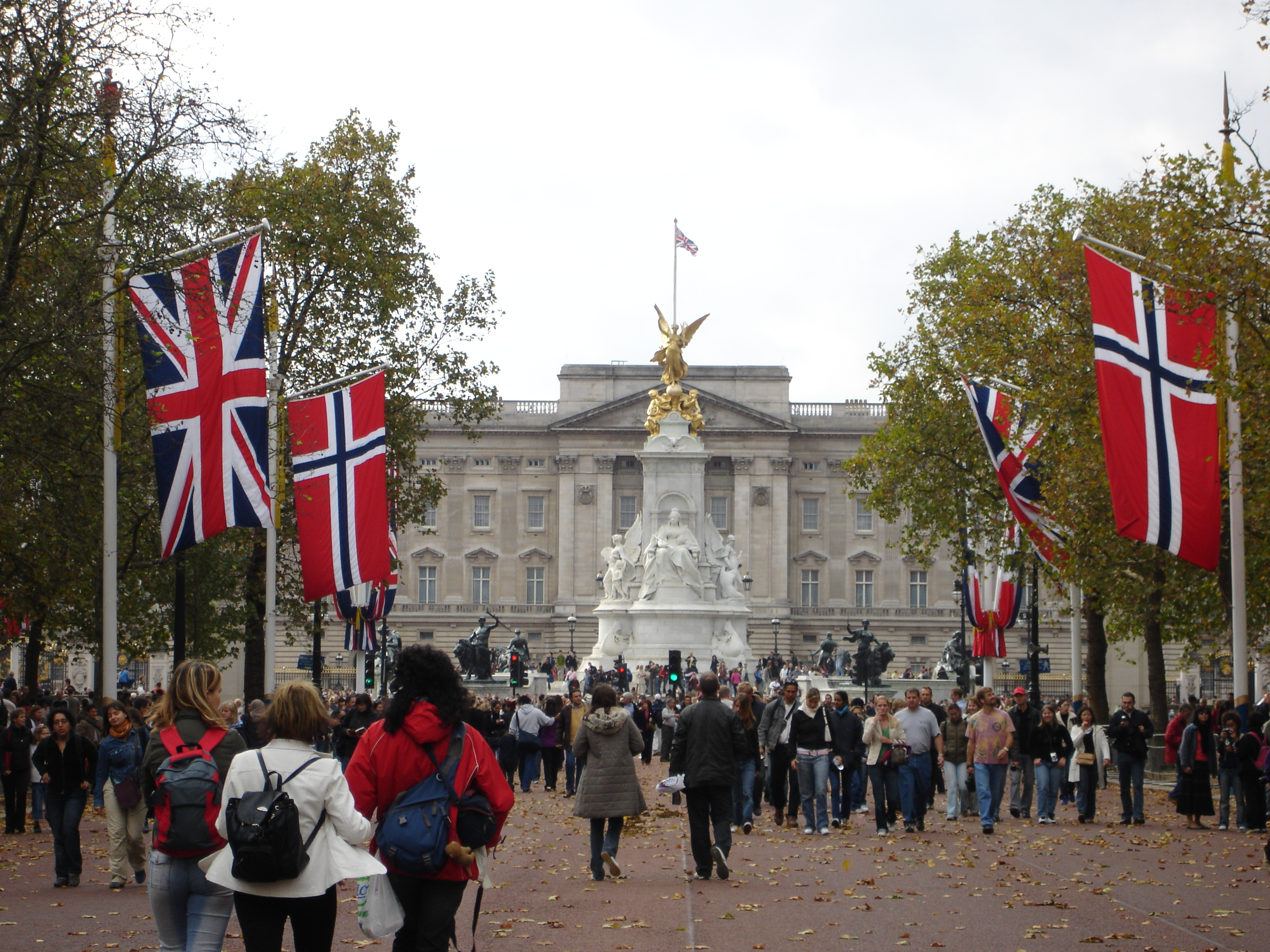
Multidão subindo o Mall (alameda) em direcção ao Palácio de Buckingham e ao Memorial de Vitória. As bandeiras intercaladas com as bandeiras do Reino Unido indicam uma visita de Estado da Noruega, em curso

Adjacente ao palácio ficam os "Royal Mews", também projetados por Nash, onde as carruagens reais estão alojadas, incluindo o Coche Estatal Dourado. Este coche dourado em estilo Rococó foi desenhado por sir William Chambers, em 1760, e tem pinturas de Giovanni Battista Cipriani. A sua estreia ocorreu na Abertura Estatal do Parlamento, por Jorge III, em 1762, e é usado pelo monarca somente para a coroação ou para as celebrações de jubileus. Os cavalos usados para puxar as carruagens nos cortejos cerimoniais reais também estão alojados nos "Royal Mews".
A Alameda (conhecida como The Mall), uma via de aproximação cerimonial ao palácio, foi desenhada por sir Aston Webb e concluída em 1911 como parte de um grande memorial à rainha Vitória. Esta alameda estende-se desde o Arco do Almirantado (Admiralty Arch), subindo até à rotunda em volta do Memorial de Vitória e ao átrio do palácio. Esta via é usada para as cavalgadas e desfiles de automóveis de todos os chefes de estados em visita, e também pela família real em ocasiões de estado, como a anual Abertura Estatal do Parlamento e o "Trooping the Colour" de cada ano.

## A segurança

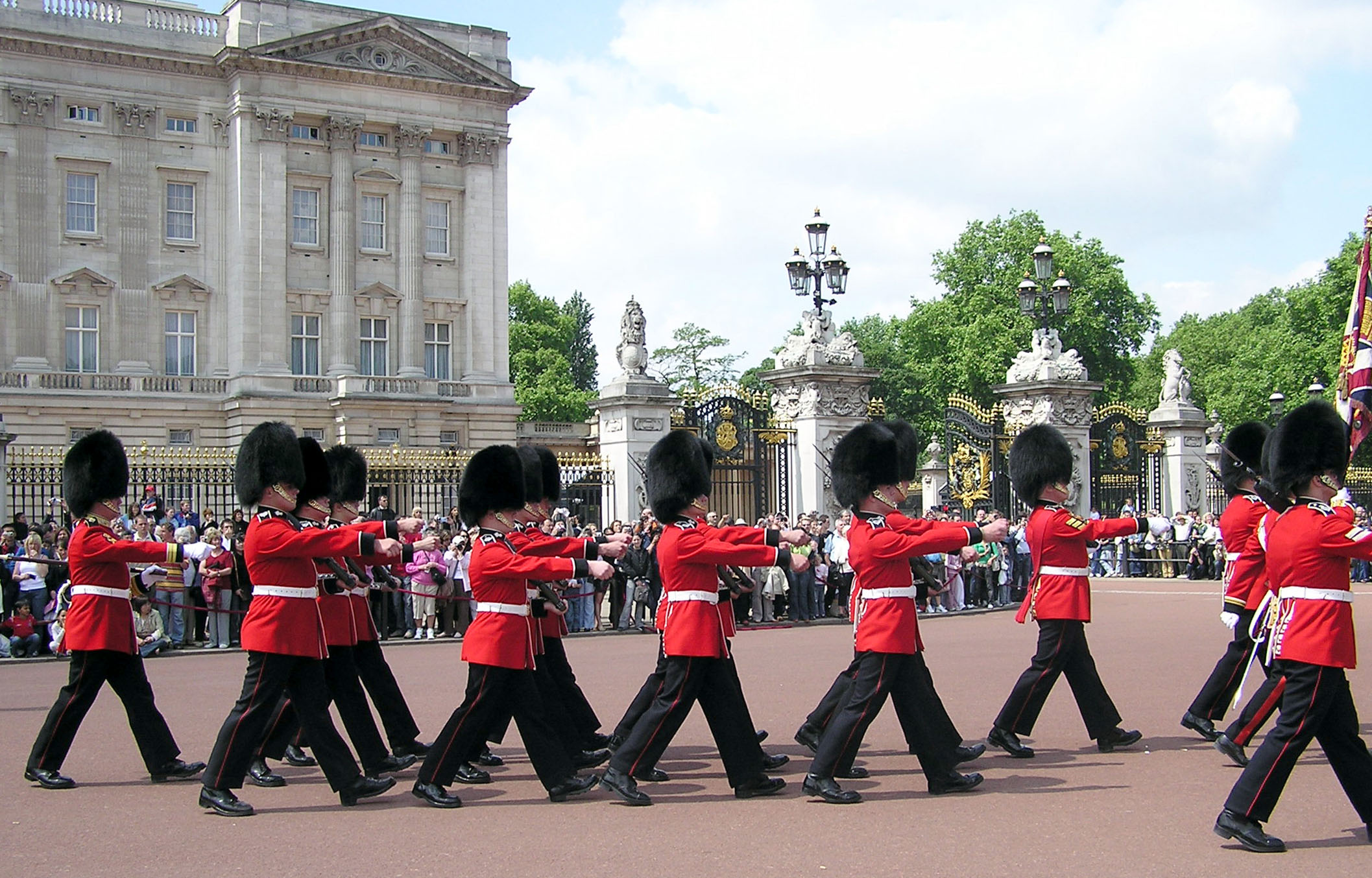
Guardas saindo do Palácio de Buckingham no final da cerimónia quotidiana do render da guarda

Desde que o Palácio de Buckingham se tornou na principal residência da monarquia britânica, existem relatos de brechas na segurança do edifício.
O inacreditável aconteceu logo em 1837, o ano em que a rainha Vitória foi viver para o palácio, quando um rapaz de 12 anos, cognominado como "o rapaz algodão", conseguiu viver um ano no edifício sem o conhecimento de ninguém. Escondia-se nas chaminés, ficando pretos os panos onde dormia. Finalmente foi apanhado em dezembro de 1838, o que originou muitas questões no parlamento a propósito da segurança real. Das oito tentativas de assassinato de que a rainha Vitória foi vítima, pelo menos três passaram-se perto das portas do palácio.
No início do século XX, a esplanada situada em frente do palácio era um terreno da predilecção das sufragistas, que se acorrentavam às grades de ferro dourado.
A maior parte das brechas na segurança provêm do exterior do palácio. Assim, em 1974, Ian Ball tentou sequestrar a princesa real, no Mall, quando esta voltava ao palácio, ferindo várias pessoas à passagem. Em 1981, três turistas alemães acamparam nos jardins do palácio, após terem escalado os muros cobertos de arames farpados, tentando fazer crer que pensavam estar no Hyde Park. Em 1982, ocorreu um incidente, quando Michael Fagan acedeu à Câmara da Rainha enquanto esta dormia. Em 1993, manifestantes contra a energia nuclear escalaram igualmente os muros e organizaram um "assento" no relvado do palácio. Em 1994, foi a vez de um parapentista nu aterrar sobre o telhado do edifício.
Em 1995, um estudante com o nome de John Gillard destroçou as portas do palácio, tirando dos gonzos uma porta de ferro forjado com uma tonelada e meia de peso. Em 1997, foi encontrado um doente de um hospital psiquiátrico a vaguear pela propriedade. Ao longo dos anos, numerosos intrusos foram detidos na propriedade, um dos quais queria pedir a princesa Ana em casamento, tendo sido declarado louco.
Em 2003, um repórter do Daily Mirror passou dois meses no Palácio de Buckingham, como empregado. Uma das referências que havia fornecido estava errada e esta não foi correctamente verificada. O incidente coincidiu com uma visita de George W. Bush ao Reino Unido, o qual ficou instalado no palácio, tendo o Daily Mirror publicado fotografias clandestinas do quarto do presidente norte-americano, juntamente com outras da mesa do pequeno-almoço da rainha e do quarto do Duque de Iorque. O palácio processou o jornal por violação da privacidade, tendo este devolvido as fotografias e pago os prejuízos à rainha em novembro de 2003.
Mais recentemente, em 2004, um manifestante pelo direito dos pais solteiros foi notícia nos jornais ao escalar uma cornija próxima do balcão de cerimónia, disfarçado de Batman. Outro manifestante disfarçado de Robin foi interceptado antes de conseguir subir ao edifício: em novembro do mesmo ano regressou disfarçado de Pai Natal para se acorrentar a um poste de iluminação próximo de uma porta principal.

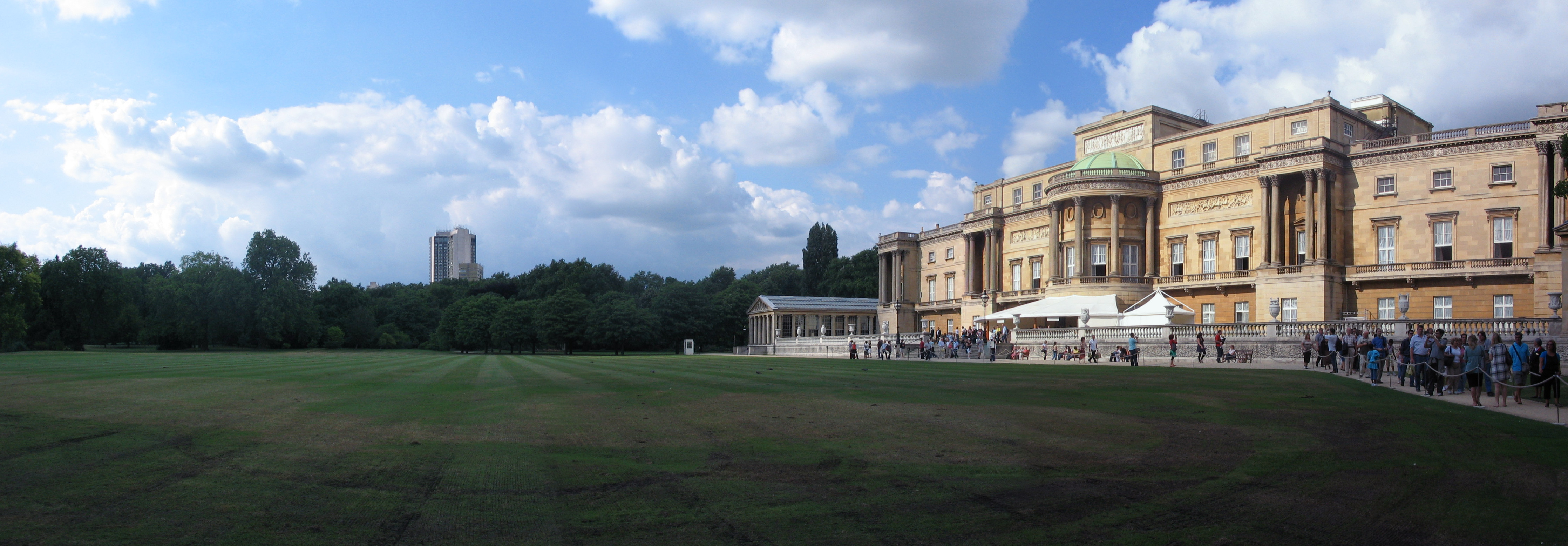
O Palácio de Buckingham visto de trás no jardim